# زردپره چکاوک‌مانند
زردپره چکاوک‌مانند (نام علمی: Emberiza impetuani) نام یک گونه از سرده زردپره‌های معمولی است.